# Joaquín Zeballos
Joaquín Zeballos Machado (Maldonado, 13 novembre 1996) è un calciatore uruguaiano, attaccante dei Montevideo Wanderers.

## Carriera
Cresciuto nel settore giovanile del Dep. Maldonado, ha debuttato in prima squadra il 22 marzo 2014 disputando l'incontro di Segunda División Profesional pareggiato 0-0 contro il Plaza Colonia.